# Villa Alegre, Chile
Villa Alegre este un oraș și comună din provincia Linares, regiunea Maule, Chile, cu o populație de 14.695 locuitori (2012) și o suprafață de 189,8 km2.